# Sitting Ducks (film)
Sitting Ducks is een door Henry Jaglom geregisseerde Amerikaanse comedy (87 min.) uit 1980 met Michael Emil en Zack Norman in de hoofdrol.
De film gaat over de avonturen van twee kleine criminelen die een aanzienlijke hoeveelheid geld van een goksyndicaat stelen. 

## Trivia
- Michael Emil is een volle broer van regisseur Henry Jaglom.

## Rolverdeling
| Acteur           | Personage              |
| ---------------- | ---------------------- |
| Michael Emil     | Simon                  |
| Zack Norman      | Sidney                 |
| Patrice Townsend | Jenny                  |
| Irene Forrest    | Leona                  |
| Richard Romanus  | Moose                  |
| Kelly Rogers     |                        |
| John Teranova    | Mr. Carmichael         |
| Eric Starr       | Tankstation medewerker |
| Stasia Grabowski | Collectant 1           |
| Ellen Talmadge   | Collectant 2           |
| Yoram Kaniur     | Collectant 3           |
| Madeline Silver  | Secretaresse           |
| Judith Bruce     | Serveerster            |